# Visokonjemački jezici
Visokonjemački jezici, glavna i najveća skupina zapadnogermanskih jezika koji su rasprostranjeni po južnoj i središnjoj Njemačkoj i susjednim državama: Luksemburg, Švicarska, Austrija, te u nekim prekomorskim zemljama, kao što su Kanada. Visokonjemački jezici obuhvaćaju (20) jezika, po novijoj klasifikaciji (21) uz neke izmjene, a glavna podjela je na njemačke i jidiške jezike, kojim se služe njemački Židovi.

## Klasifikacija
A. njemački jezici (18; danas priznato 19 jezika):
a. srednjonjemački jezici (9):
a1. istočni srednjonjemački jezici (4): Njemačka, Poljska: donjošleski, gornjosaksonski, njemački standardni; novopriznatvilamovski.
a2. zapadni srednjonjemački jezici (6) Luksemburg, Njemačka, Nizozemska, SAD: franački ili mainfränkisch, kelnski ili ripuarijski franački, limburški, luksemburški, pensilvanijski njemački, pfälzische.
b. gornjonjemački jezici  (8) Njemačka, Austrija, Italija, Švicarska, Kanada, Venezuela: 
b1. Alemanski jezici (4): alemán coloneiro, alemanski ili švicarski njemački, švapski, walserski.
b2. bavarsko-austrijski jezici (4):bavarski, cimbrijski, hutteritski, mócheno.
c. starofranački jezik †, Njemačka.
B. jidiš (2) Izrael, Njemačka: istočni jidiš, zapadni jidiš.

## Vanjske poveznice
- Ethnologue (14th)